# NGC 5527
NGC 5527 é uma galáxia espiral (Sbc) localizada na direcção da constelação de Boötes. Possui uma declinação de +36° 24' 16" e uma ascensão recta de 14 horas, 14 minutos e 27,2 segundos.
A galáxia NGC 5527 foi descoberta em 19 de Abril de 1855 por William Parsons.